# Steven Weber
Steven Robert Weber (ur. 4 marca 1961 w Nowym Jorku) – amerykański aktor, scenarzysta, reżyser i producent filmowy i telewizyjny. Występował w komediach, dramatach, horrorach, filmach science-fiction i kryminałach.

## Życiorys

### Wczesne lata
Urodził się w Nowym Jorku w rodzinie artystycznej jako syn Fran Leslie i Stuarta Webera. Jego rodzina była pochodzenia żydowskiego. Matka była piosenkarką śpiewającą w lokalach nowojorskiej dzielnicy Queens, a ojciec menedżerem komików kabaretowych z Borscht Belt. Dorastał w Queens, dzielnicy Nowego Jorku. Przed kamerą stanął po raz pierwszy jako mały chłopiec grając w reklamówkach telewizyjnych. W 1979 ukończył nowojorską The School of Performing Arts. Uczęszczał na Uniwersytet Stanowy Nowego Jorku w nowojorskim Purchase.

### Kariera
W 1984 wystąpił w roli Bruce’a w sztuce Wróć, mała Shebo (Come Back, Little Sheba) na scenie off-Broadwayu.
Pierwszą rolę filmową zagrał w komediodramacie Flamingo Kid (The Flamingo Kid, 1984) u boku Marisy Tomei i Johna Turturro. Następnie pojawił się na małym ekranie jako Kevin Gibson w operze mydlanej CBS As the World Turns (1985–1988).
Zagrał postać Johna F. Kennedy’ego w telewizyjnym dramacie ABC Rodzina Kennedych stanu Massachusetts (The Kennedys of Massachusetts, 1990).
Zasłynął rolą pilota Briana Michaela Hacketta w sitcomie NBC Skrzydła (Wings, 1990-1997), za którą w 2005 wraz z kolegą z planu filmowego Timem Dalym był nominowany do nagrody TV Land.
Kreacja początkującego pisarza Jacka Torrance’a, który podejmuje pracę zimowego stróża w odciętym od świata skrywającego mroczną tajemnicę hotelu Overlook w telewizyjnym dreszczowcu na podstawie powieści Stephena Kinga Warner Bros. Lśnienie (The Shining, 1997) przyniosła mu nagrodę Saturna dla najlepszego aktora telewizyjnego.
Wystąpił na Broadway jako Billy w sztuce Toma Stopparda Naprawdę coś (The Real Thing, 1984–1985; zastąpił Petera Gallaghera) w Plymouth Theatre z Glenn Close i Jeremy Ironsem, Domowy front (Home Front, 1985) w Royale Theatre, Łup (Loot, 1986) w Music Box Theatre z Alekiem Baldwinem oraz zastępując Matthew Brodericka w roli Leo Blooma w musicalu Producenci (The Producers, 2002) w St. James Theatre. Zagrał także w Wilshire Theater w Los Angeles jako Berger w musicalu Hair (2001).

## Życie prywatne
Był żonaty z Finn Carter (ur. 1960), córką dziennikarza i polityka Hoddinga Cartera III. 9 lipca 1995 ożenił się ponownie z projektantką wnętrz Juliette Hohnen (ur. 1960). Mają dwóch synów - Jacka Alexandra (ur. 15 stycznia 2001) i Alfie Jamesa (ur. 25 lutego 2003). Po 17 latach małżeństwa, 6 lutego 2013 doszło do rozwodu.

## Filmografia
- 1984: Flamingo Kid
- 1984: Pudd'nhead Wilson jako Tom Driscoll
- 1985: Wall of Glass jako Sean
- 1986–1988: serial Crime Story jako Gary Holiday
- 1987: Hamburger Hill jako Worcester
- 1989: serial Kojak, odc. Wady charakteru (Kojak: Fatal Flaw) jako Conrad St. John
- 1989-2005: serial animowany Simpsonowie (The Simpsons) jako Neil (głos)
- 1989-1996: serial Opowieści z krypty (Tales from the Crypt) jako Dale Sweeney
- 1990: Anioły w Los Angeles (Angel in Los Ángeles) jako Rickie
- 1990-1997: serial Skrzydła (Wings) jako Brian Michael Hackett
- 1990: Ryzyko zawodowe (In the Line of Duty: A Cop for the Killing) jako Matt Fisher
- 1992: Sublokatorka (Single White Female) jako Sam Rawson
- 1993: The Temp jako Brad Montroe
- 1993: Mroczne sekrety (In the Company of Darkness) jako Kyle Timler
- 1993-1999: serial Star Trek: Stacja kosmiczna jako pułkownik Day
- 1995: Jeffrey jako Jeffrey
- 1995: Zostawić Las Vegas (Leaving Las Vegas) jako Marc Nussbaum
- 1995: Dracula – wampiry bez zębów (Dracula − Dead and Loving it) jako Jonathan Harker
- 1995: Just Looking jako Craig
- 1995-2002: serial Po tamtej stronie (The Outer Limits) jako Przystojny mężczyzna
- 1996–1999: Wszystkie psy idą do nieba (All Dogs Go to Heaven: The Series) jako Charlie B. Barkin (głos)
- 1997: Lśnienie (The Shining) jako Jack Torrance
- 1998: Pieskie święta (An All Dogs Christmas Carol) jako Charlie B. Barkin
- 1998: Kwaśne winogrona (Sour Grapes) jako Evan
- 1998: Rozstanie (Break Up) jako Ramsey
- 1998: Wojna w Zatoce (Thanks of a Grateful Nation) jako Jared Gallimore
- 1998-2006: serial Para nie do pary (Will & Grace) jako Sam Truman
- 1999: Dotyk miłości (At First Sight) jako Duncan Allanbrook
- 1999: Wczorajsza noc (Late Last Night) jako Jeff
- 1999: Love Letters jako Andrew Ladd
- 1999–2000: Zakręcony (serial telewizyjny) (Stark Raving Mad) jako Rod
- 1999–2002: serial Once and Again jako Sam Blue
- 2000: Wspólny mianownik (Common Ground) jako Gil Roberts
- 2000: Józef – władca snów (Joseph: King of Dreams) jako Simeon/niewolnik kupca (głos)
- 2000–2001: Cursed jako Jack Nagle
- 2000: Sleep Easy, Hutch Rimes jako Hutch Rimes
- 2001: Klubowicze (Club Land) jako Stuey Walters
- 2003–2004: serial Randka z gwiazdą (I’m with Her) jako Kyle Britton
- 2005: I Love the ’90s: Part Deux jako on sam
- 2005: Życie seksualne (Sexual Life) jako David Wharton
- 2005: Inside Out
- 2005: serial Mistrzowie horroru, odc. Jenifer (Masters of Horror: Jenifer) jako Frank Spivey
- 2005: serial animowany American Dad! (głos)
- 2005: Reefer Madness: The Movie Musical jako Jack
- 2006: Desperation jako Steve Ames
- 2006-2007: serial Studio 60 (Studio 60 on the Sunset Strip) jako Jack Rudolph
- 2008: serial Gotowe na wszystko (Desperate Housewives) jako Lloyd
- 2011: Wróżkowie chrzestni: Dorośnij Timmy! jako Hugh J. Magnate
- 2018: Powrót do Christmas Creek jako Harry, właściciel Hotelu Hughes Family INN
- 2019: Scooby Doo i… zgadnij kto?, odcinek: Przygoda z Batmanem jako Alfred Pennyworth